# جوان كوماس
جوان كوماس كامبس (1900-1979)، (بالإنجليزية: Juan Comas Camps) عالم أنثروبولوجيا إسباني مكسيكي قام بنشاط فعال ضد التفرقة العنصرية، وشارك في وضع المسودة الأولى لوثيقة اليونيسكو بشأنها.
ولد سنة 1900م في مدينة اسبانية صغيرة، حصل كوماس على شهادته الجامعية في سن السابعة عشر، وبعد عدة بعثات لتلقي التعليم بالخارج اتجه لدراسة الأنثروبولوجيا، وحصل على درجة الدكتوراہ في علوم الأنثروبولوجيا سنة 1942م.
نفي من إسبانيا بعد الحرب الأهلية الإسبانية، ووصل إلى المكسيك في الأربعينيات، حيث بدأ في التدريس في أكبر المعاهد والكليات هناك، وكانت أمريكا شماليها وجنوبيها ساحة خصبة لدراساته عن الأجناس، في ظل أجواء التفرقة العنصرية، وفكرة اختلاف الدماء التي كانت مسيطرة حتى على بعض العلماء، ونشر كتابه «خرافات عن الأجناس»، وتبعته عدة كتب منها «دليل الأنثروبولوجيا الطبيعية».